# Meir Bialer

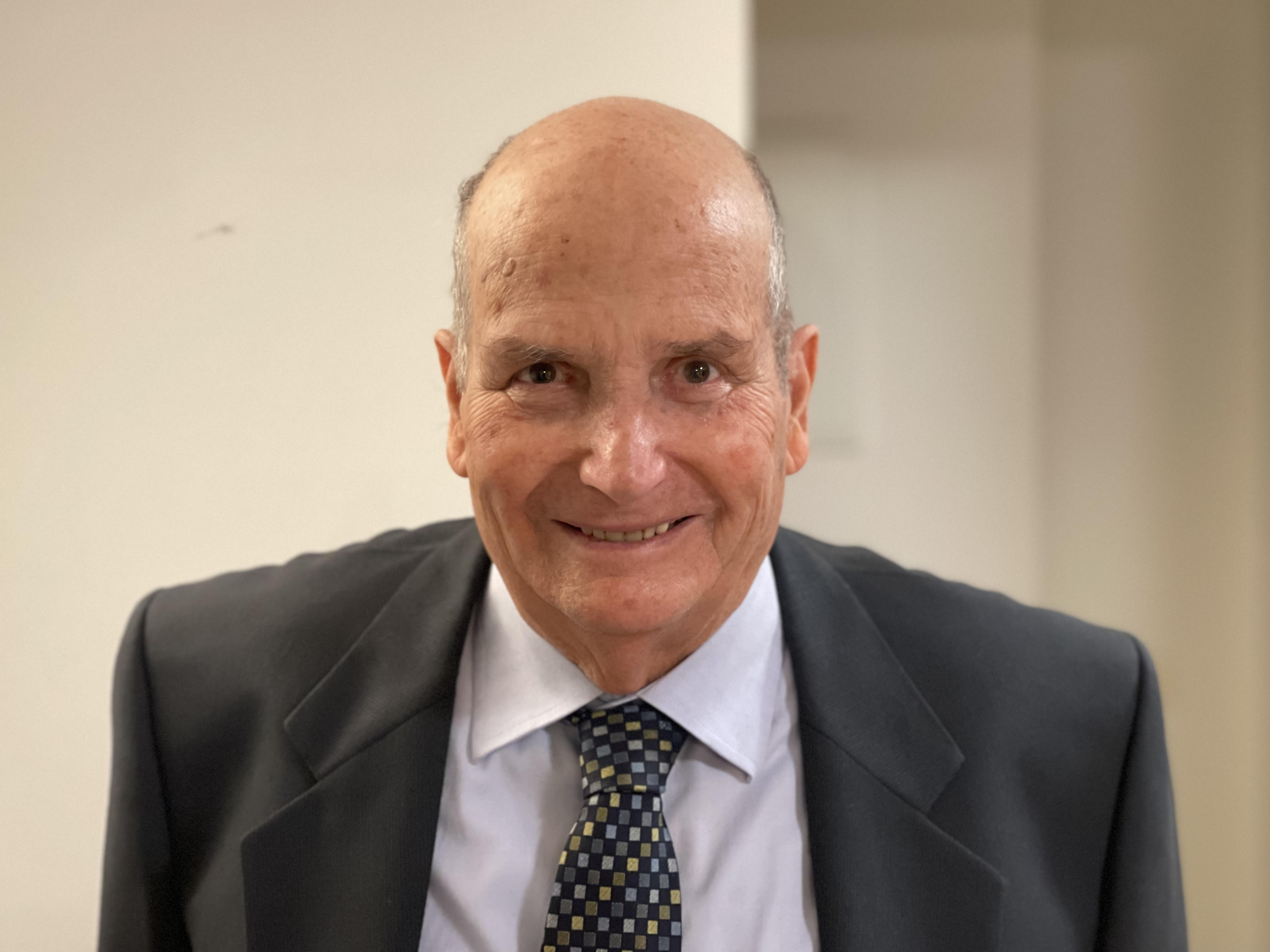
Meir Bialer

Meir Bialer (* 30. Januar 1948) ist ein israelischer Pharmazeut und medizinischer Chemiker mit besonderer Epilepsie-Expertise.

## Leben und Werk
Nach dem Studium der Pharmazie in Jerusalem war Bialer 1980–1984 Lecturer und 1984–1988 Senior Lecturer, 1988–1993 Associate Professor und ist seit 1993 Full Professor für Pharmazie an der School of Pharmacy der Medizinischen Fakultät der Hebräischen Universität von Jerusalem. Von 1994 bis 1997 war er Leiter der Abteilung für Pharmazeutik.
Bialer war u. a. 1996–2001 Präsident der Israelischen Liga gegen Epilepsie und ab 2002 deren Sekretär.
Er ist Mitbegründer und Mitglied des Organisationskomitees der jährlichen „Eilat Conferences on New Antiepileptic Drugs“.
Von 2009 bis 2017 war er Vorsitzender der Commission on European Affairs (CEA) der Internationalen Liga gegen Epilepsie (International League Against Epilepsy, ILAE) und damit 2013–2017 auch Vorstandsmitglied der ILAE.

## Auszeichnungen
- 2001: „Ambassador for Epilepsy“ durch die ILAE und das Internationale Büro für Epilepsie (IBE)
- 2014: Korrespondierendes Mitglied der Deutschen Gesellschaft für Epileptologie (DGfE)